# ماري (فيل)
الفيلة ماري (مايو 1894 - 13 سبتمبر 1916)، كانت تشارك في عروض سيرك «تشارلي سباركس» الفيلة «ماري»، التي يعتمد عليها السيرك بشكل أساسي لتقديم عروضه وجذب الجمهور. إلي أن وقعت الكارثة الحادثة
```
القاتل ماري
```

## قتلها للمدرب
في 11 سبتمبر كان السيرك على موعد ثابت بتقديم عروضه، وبدأ الجميع يعد العدة من أجل المشاركة في مواكب الترويج التي كانت تجوب الشوارع قبل بدء العروض، ويشارك فيها القائمين على السيرك والحيوانات والبهلوانات وجميع من يعمل داخل السيرك، ويمشون في مواكب بين المدن من أجل الترويج لعروضهم وإقناع الجمهور بدخول العرض.
أثناء السير في مواكب الترويج، كان المدرب «ريد» يسير برفقة الفيلة «ماري»، ويبدو أنه كان قليل الخبرة بما يكفي لدرجة جعلته يستخدم أسلوبًا خاطئًا في التعامل معها، فقرر في لحظة ما أن يوخزها في ظهرها لتشارك في العرض، ثم استخدم عصا في طرفها شيء مسن، وظل يوخزها بها باستمرار كي تقدم عروضًا بهلوانية بجانب الحيوانات الأخرى، ثم كرر الأمر كثيرًا من أجل أن تقوم الفيلة «ماري» بعمل حركات تجذب انتباه الجمهور الموجود في الشوارع، وعندما انحرفت «ماري» عن القطيع لتأكل قطعة من البطيخة كانت موجودة على جانب الطريق، فعلها «ريد» للمرة الأخيرة.
تلك الطريقة لم تلق استحسان «ماري» على الإطلاق، فقررت إيقافها بنفسها وعلى طريقتها الخاصة، وفجأة بعد إحدى المرات التي وخزها فيها «ريد» بعنف وضربها على رأسها بطريقة مؤلمة، كسرت «ماري» جذع شجرة كانت بجانبها ثم ضربت به «ريد» على رأسه، ويبدو أن جرحها كان مؤلمًا للغاية فلم تتوقف عند ضرب الحارس، بل قامت بركله والجلوس عليه حتى كسرت رأسه ومات. كانت «ماري» مصابة بهياج شديد، لم يستطع أحد إيقافها، كما أنهم تفاجئوا مما فعلته بالحارس دون سابق إنذار، في تلك اللحظات تحول العرض الترفيهي إلى مشهد دموي قاتل، وسكتت الموسيقى وذهبت ضحكة البهلوانات وأنهت الحيوانات عروضها البهلوانية، ولم يستطع إيقاف «ماري» التي ظلت جالية فوق جثة «ريد» سوى الشرطة التي كانت متواجدة مع العرض بالإضافة إلى مساعدة بعض المدربين المحترفين اللذين استطاعوا السيطرة على الفيلة.

## في الإعلام
لم تمر الحادثة مرور الكرام، وبدأت الصحف تكتب عنها وعن «ريد» المدرب الذي قتلته فيلته التي كان يدربها، وصورت الصحف «ماري» بأنها قاتلة محترفة ومعتادة الإجرام، وبدأت حدة الهجوم عليها تشتد ووصلت إلى الجميع، وزادت المطالبة بعقاب الفيلة على ما فعلته، لكن مدير السيرك لم يوافق في البداية على ذلك.
ظل الجميع يندد ويستنكر ما فعلته «ماري»، مطالبين بعقابها ووصل الأمر إلى مطالبات عديدة بإعدامها، حتى أن البعض أطلق عليها الرصاص أكثر من مرة، ومع تكرار تلك المطالب وزيادة حدتها اضطر مدير السيرك للموافقة على ذلك بعد تهديده بحرمان السيرك من تقديم عروضه الترفيهية في الولاية مرة ثانية. اتفق الجميع على إعدام «ماري»، الفيلة التي لا تستطع الحديث أو الدفاع عن نفسها، لكنهم لم يتفقوا على كيفية الإعدام، وبدأت الاقتراحات تتوالى بشأن طريقة إعدامها وأي أسلوب يمكن اتباعه حتى يتم التخلص من «الفيلة القاتلة»، واقترح البعض تعرضها لتيار كهربائي عالي، واقترح آخرون إطلاق الرصاص عليها، بينما كان البعض «أكثر دموية» حين اقترحوا أن يتم ربط أطرافها بين قطارين وسحبها حتى الموت، وظلت الاقتراحات تتوالى حتى وصلوا إلى حل آخر وهو إعدامها شنقًا في ميدان عام.

## إعدامها
اقتادوا الفيلة التي اعتادت أن تقف في الميادين من أجل تقديم العروض البهلوانية، إلى ميدان عام يكتبون فيها نهايتها، وأمام آلاف من الجماهير أيضًا وقفت «ماري» للمرة الأخيرة، وبجوار أحد محطات السكك الحديدية تجمع الآلاف صغارًا وكبارًا لرؤية اللحظات الأخيرة في حياة «الفيلة القاتلة». عند نقطة ما وقفت «ماري» تنظر إلى الجميع، بينما تم ربطها بحبل وتعليقها في رافعة تستخدم في السكك الحديدية، وبعد رفعها سقطت وانقطع الحبل بسبب وزنها الثقيل، إذ كانت يدعونها في السيرك «ماري الضخمة»، وتذكرها الوثائق بـ«ماري الكبيرة»، أدت المحاولة الأولى الفاشلة إلى كسور في ساقها، ثم تم إعادة المحاولة لكنها نجحت هذه المرة وتم إعدام «ماري».
المثير أنه بعد إعدام «ماري» أثبتت التحقيقات أن «ريد» لم يكن محترفًا ولم يكن على دراية كاملة بالتعامل مع الفيلة، ومع تشريح جثة «ماري» بناءً على طلب دكتور بيطري، وُجد في جسمها جرحًا كبيرًا بآلة حادة وكان ذلك سببًا في هياجها، وهو نتيجة ما فعله «ريد» بها عند وخزها بعنف.

## وصلات خارجية
- " قصة إعدام الفيلة «ماري»: قطعة بطيخ انتهت بها إلى حبل المشنقة"
- مقمر الطريق: القاتل مريم
- إعدام ماري الفيل